# Villiers-Saint-Benoît
Villiers-Saint-Benoît és un municipi francès, situat al departament del Yonne i a la regió de Borgonya - Franc Comtat. L'any 2007 tenia 508 habitants.

## Demografia

### Població
El 2007 la població de fet de Villiers-Saint-Benoît era de 508 persones. Hi havia 240 famílies, de les quals 86 eren unipersonals (27 homes vivint sols i 59 dones vivint soles), 67 parelles sense fills, 63 parelles amb fills i 24 famílies monoparentals amb fills.
La població ha evolucionat segons el següent gràfic:
Habitants censats

### Habitatges
El 2007 hi havia 376 habitatges, 237 eren l'habitatge principal de la família, 99 eren segones residències i 39 estaven desocupats. 340 eren cases i 18 eren apartaments. Dels 237 habitatges principals, 170 estaven ocupats pels seus propietaris, 52 estaven llogats i ocupats pels llogaters i 16 estaven cedits a títol gratuït; 9 tenien una cambra, 13 en tenien dues, 59 en tenien tres, 64 en tenien quatre i 93 en tenien cinc o més. 152 habitatges disposaven pel capbaix d'una plaça de pàrquing. A 112 habitatges hi havia un automòbil i a 84 n'hi havia dos o més.

### Piràmide de població
La piràmide de població per edats i sexe el 2009 era:
| Homes | Edats   | Dones |
| ----- | ------- | ----- |
| 0     | 95 o +  | 0     |
| 0     | 90 a 94 | 4     |
| 0     | 85 a 89 | 0     |
| 20    | 80 a 84 | 16    |
| 12    | 75 a 79 | 8     |
| 4     | 70 a 74 | 16    |
| 28    | 65 a 69 | 28    |
| 4     | 60 a 64 | 16    |
| 8     | 55 a 59 | 8     |
| 24    | 50 a 54 | 8     |
| 12    | 45 a 49 | 16    |
| 16    | 40 a 44 | 12    |
| 16    | 35 a 39 | 16    |
| 0     | 30 a 34 | 8     |
| 12    | 25 a 29 | 4     |
| 4     | 20 a 24 | 4     |
| 8     | 15 a 19 | 4     |
| 20    | 10 a 14 | 4     |
| 16    | 5 a 9   | 4     |
| 4     | 0 a 4   | 8     |

## Economia
El 2007 la població en edat de treballar era de 298 persones, 217 eren actives i 81 eren inactives. De les 217 persones actives 189 estaven ocupades (109 homes i 80 dones) i 28 estaven aturades (12 homes i 16 dones). De les 81 persones inactives 34 estaven jubilades, 21 estaven estudiant i 26 estaven classificades com a «altres inactius».

### Ingressos
El 2009 a Villiers-Saint-Benoît hi havia 212 unitats fiscals que integraven 478 persones, la mediana anual d'ingressos fiscals per persona era de 15.265,5 €.

### Activitats econòmiques
Dels 21 establiments que hi havia el 2007, 1 era d'una empresa alimentària, 7 d'empreses de construcció, 2 d'empreses de comerç i reparació d'automòbils, 2 d'empreses de transport, 1 d'una empresa d'hostatgeria i restauració, 1 d'una empresa financera, 3 d'empreses de serveis, 1 d'una entitat de l'administració pública i 3 d'empreses classificades com a «altres activitats de serveis».
Dels 8 establiments de servei als particulars que hi havia el 2009, 1 era una oficina de correu, 1 una oficina bancària, 3 paletes, 1 guixaire pintor i 2 lampisteries.
Dels 2 establiments comercials que hi havia el 2009, 1 era una botiga de més de 120 m² i 1 una botiga de menys de 120 m².
L'any 2000 a Villiers-Saint-Benoît hi havia 11 explotacions agrícoles.

## Equipaments sanitaris i escolars
El 2009 hi havia 1 escola maternal integrada dins d'un grup escolar amb les comunes properes formant una escola dispersa i 1 escola elemental integrada dins d'un grup escolar amb les comunes properes formant una escola dispersa.

## Poblacions més properes
El següent diagrama mostra les poblacions més properes.